# Конда (Канталь)
Конда́ (фр. и окс. Condat) — коммуна во Франции, находится в регионе Овернь. Департамент — Канталь. Административный центр кантона Конда. Округ коммуны — Сен-Флур.
Код INSEE коммуны — 15054.
Коммуна расположена приблизительно в 400 км к югу от Парижа, в 60 км юго-западнее Клермон-Феррана, в 55 км к северо-востоку от Орийака.

## Население
Население коммуны на 2008 год составляло 995 человек.
| 1962 | 1968 | 1975 | 1982 | 1990 | 1999 | 2008 |
| ---- | ---- | ---- | ---- | ---- | ---- | ---- |
| 1527 | 1592 | 1481 | 1438 | 1262 | 1121 | 995  |

## Экономика
В 2007 году среди 575 человек в трудоспособном возрасте (15—64 лет) 422 были экономически активными, 153 — неактивными (показатель активности — 73,4 %, в 1999 году было 69,9 %). Из 422 активных работали 403 человека (229 мужчин и 174 женщины), безработных было 19 (5 мужчин и 14 женщин). Среди 153 неактивных 25 человек были учениками или студентами, 77 — пенсионерами, 51 были неактивными по другим причинам.

## Достопримечательности
- Аббатство Феньер (XII век). Памятник истории с 1947 года[3]
- Церковь Сен-Назер
- Музей доисторического периода
- Художественный музей
- Постоянная экспозиция работ фотографа Альбера Монье

## Фотогалерея

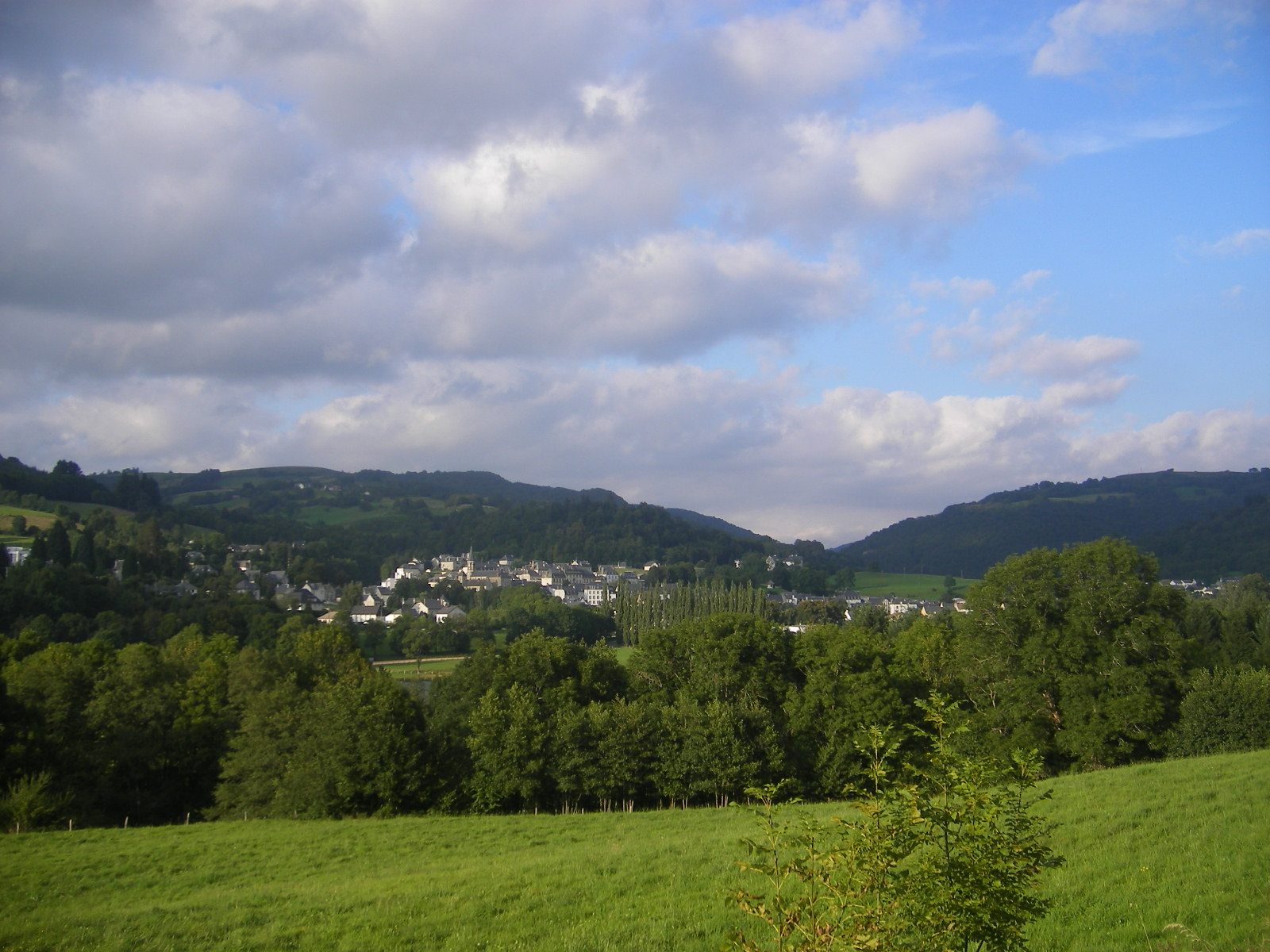
Конда
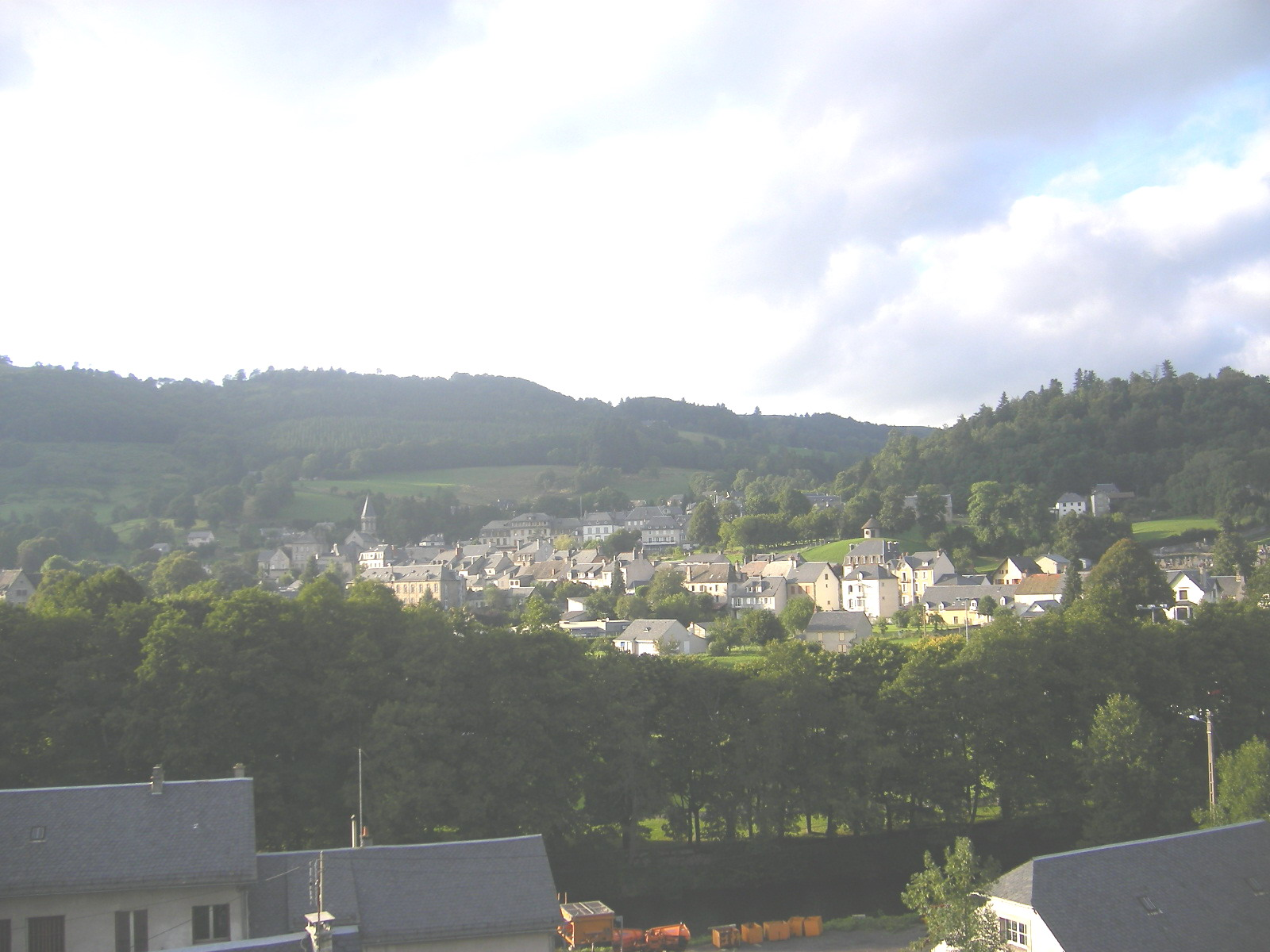
Конда
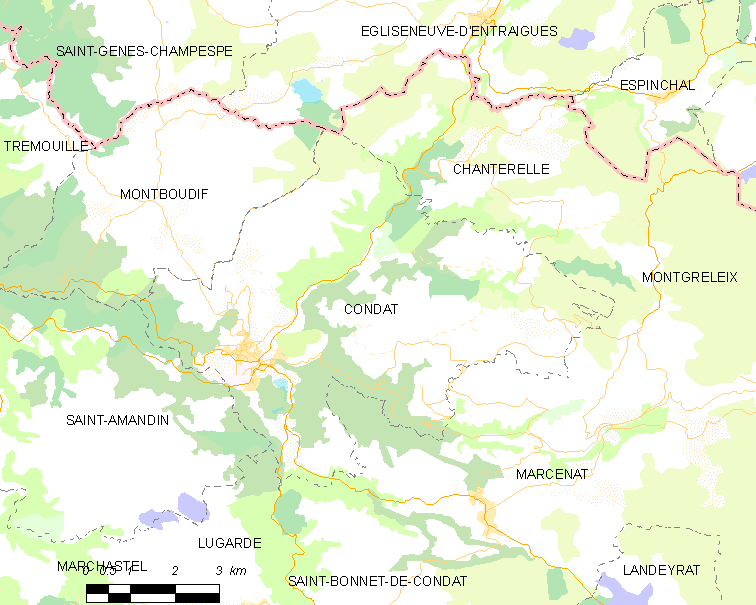
Карта коммуны